# Go! Go! Ackman
Go! Go! Ackman (jap. ゴーゴーアックマン) ist ein Manga von Akira Toriyama von 1993. Er wurde auch ins Deutsche übersetzt sowie als Anime und in Videospielen adaptiert.

## Handlung
Der Manga handelt von dem Dämonenjungen Ackman, der zu seinem 200. Geburtstag aus einem 50-jährigen Schlaf geweckt wurde, um mit dem Sammeln von Menschenseelen zu beginnen. Bei der Suche nach Menschen, die am meisten „LifePoints“ bringen, begegnet er einem Engeljungen, der Ackman von früher kennt. Der Engel versucht sofort den Dämonen zu töten und fährt dabei immer schwerere Geschütze auf, jedoch gelingt es ihm nie, Ackman auszuschalten und tötet bei seinen Versuchen viele unschuldige Menschen. Ackman sammelt dabei die Seelen der vom Engel getöteten Opfer ein und verdient sich damit beim Oberdämonen ein goldenes Näschen.

## Veröffentlichungen

### Manga
Der Manga von Akira Toriyama, der parallel an Dragonball arbeitete, erschien erstmals 1993 im Manga-Magazin V Jump und besteht aus elf Kapiteln, die gemeinsam mit anderen Kurzgeschichten Toriyamas zu einem Taschenbuch zusammengefasst wurden. Dieser Sammelband erscheint am 27. Mai 2014 erstmals auf Deutsch beim Carlsen Verlag unter dem Namen Toriyama Short Stories – Go! Go! Ackman und andere Geschichten.

### Anime
Unter der Regie von Takahiro Imamura entstand 1994 ein Kurzfilm zu der Geschichte. Bei der Produktion von Toei Animation war Takao Koyama für das Drehbuch verantwortlich und Kozo Morishita fungierte als Produzent. Die künstlerische Leitung lag bei Ryūji Yoshiike.
Der 15 Minuten lange Film wurde 1994 erstmals bei V-Jump Festa gezeigt und später von Shūeisha auf Video veröffentlicht.
Synchronisation
| Rolle              | Japanischer Sprecher (Seiyū) |
| ------------------ | ---------------------------- |
| Ackman             | Megumi Urawa                 |
| Angel              | Yoko Teppōzuka               |
| Gordon             | Bin Shimada                  |
| Hedel              | Hisao Egawa                  |
| Papa               | Kōji Totani                  |
| Josephine Yamamoto | Noriko Uemura                |
| Mama               | Yōko Kawanami                |

### Spiele
Basierend auf dem Manga erschienen in Japan eine Reihe von Computerspielen. Entwickelt wurden sie von Banpresto.
- Go Go Ackman (SNES, erschienen am 23. Dezember 1994)
- Go Go Ackman 2 (SNES, erschienen am 21. Juli 1995)
- Go Go Ackman 3 (SNES, erschienen am 15. Dezember 1995)
- Go Go Ackman (Game Boy, erschienen am 25. August 1995)